# Гвидо да Сиена
Гвидо да Сиена (итал. Guido da Siena) — итальянский живописец периода проторенессанса сиенской школы. Работал в Сиене (Тоскана) в период между 1260 и 1290 годами.

## Проблемы биографии и атрибуции произведений
Документальных сведений о жизни художника не сохранилось, за исключением его предположительного отождествления с неким «Гвидоне» (Guidone), задокументированным в Сиене в последнее двадцатилетие тринадцатого века и обычно упоминаемого как Гвидо ди Грациано (Guido di Graziano).
Таким образом, его деятельность может быть реконструирована только по созданным им произведениям, а также на основании подписи, поставленной на алтарной картине «Маэста» (Величание Богоматери) из церкви Сан-Доменико (ныне в Палаццо Пубблико: «Me Gu(i)do de Senis diebus depinxit amenis: quem Chr(istu)s lenis nullis velit a(n)gere penis — AD MCCXXI». Однако дата, которая сделала бы это произведение наиболее ранним в творчестве художника, большинством учёных не считается достоверной.
Сложность заключается в том, что помимо подписи «Guido de Senis» на картине поставлена дата — 1221 год, однако лики Мадонны и Младенца написаны в манере второй половины XIII века, близкой Чимабуэ. В начале XIII века лики писали иначе, схематичнее. Некоторые специалисты считают, что лики были переписаны в XIV веке Уголино ди Нерио. Другие сомневаются в подлинности даты. Третьи предполагают, что алтарный образ был переписан с более древнего образца с целью его замены (вместе с прежней датой). Так или иначе, но это значительное по размеру произведение (2,83 х 1,94 м) стало той точкой отсчёта, с которой специалисты пытаются воссоздать творчество Гвидо да Сиена.
Творчество Гвидо да Сиена относится к тому периоду сиенской истории, когда после битвы при Монтаперти, состоявшейся 4 сентября 1260 года, в которой сиенские гибеллины победили флорентийских сторонников папы — гвельфов, в Сиене особо важное значение обрёл культ Мадонны как спасительницы республики. В отместку за поражение папа римский 18 ноября 1260 года отлучил Сиену от церкви. Для религиозных сиенцев было важно, чтобы несмотря на это Мадонна по-прежнему оставалась на стороне сиенской коммуны. Образ Мадонны из чисто религиозного стал трансформироваться в образ политический. Прототипом новой манеры (maniera nuova) изображения Мадонны послужила византийская икона «Богоматерь Одигитрия», однако сиенцы воссоздали её образ по-своему. На «Мадонне дель Бордоне» (1261, церковь Санта-Мария-деи-Серви), написанной Коппо ди Марковальдо, можно видеть вполне светский наряд, похожий на одеяние цариц, хоть и написанный в иконописной традиции, а на мафории Мадонны видны имперские орлы (орлы присутствуют и на «Маэста» Гвидо, они украшают ткань на спинке трона — мотив, позаимствованный у Коппо). Из образа духовной защитницы Мадонна преобразилась в образ республиканской владычицы, а её царственный статус и власть над городом стали подчёркиваться присутствием свиты из четырёх святых покровителей (идея, позаимствованная из византийского иконографии). Именно так предстаёт Мадонна в работе Гвидо да Сиена «Мадонна со святыми» (ок. 1270 г., Пинакотека, Сиена). В дальнейшем «царская свита» образа Мадонны всё более разрасталась, у Дуччо ди Буонинсенья она составляет уже до сорока персонажей.
«Маэста» Гвидо да Сиена также, по всей вероятности, была не отдельным образом, а представляла собой [триптих]. Специалисты предполагают, что по сторонам от Мадонны были расположены изображения святых. Поводом для такой версии служит то, что треугольное навершие этой иконы с изображением благословляющего Христа и двух ангелов хранилось в другом месте, в бенедиктинском монастыре Сиены, следовательно, представляло, по всей вероятности, часть разобранного позднее алтаря.
Гвидо да Сиена традиционно считается если не основателем сиенской школы живописи, то по крайней мере одним из двух ведущих представителей раннего периода; вторым считают Коппо ди Марковальдо. Итальянские историки обозначают также круг художников, у которых Гвидо мог учиться, этот круг разнообразен — от Бонавентуры Берлингьери до Диетисальви ди Спеме. Кроме двух названных произведений, Гвидо да Сиена приписывают «Мадонну с Младенцем» из сиенской Пинакотеки и несколько небольших произведений с изображениями евангельских сцен из разных музеев, принадлежность которых творчеству Гвидо да Сиена время от времени оспаривается.
Творчество Гвидо да Сиена оказало значительное влияние на развитие сиенской живописи конца XIII — начала XIV века. Однако такой авторитетный историк итальянского искусства, как Лучано Беллози предложил существенно уменьшить оценку роли Гвидо и считать его «одним из многих художников второго уровня итальянского тринадцатого века», который, по его мнению, всё ещё продолжает пользоваться несправедливой дурной славой, проистекающей из давнего критического спора". Беллози также подчёркивал, что в семидесятых годах тринадцатого века Гвидо испытал значительное влияние Чимабуэ.

## Галерея

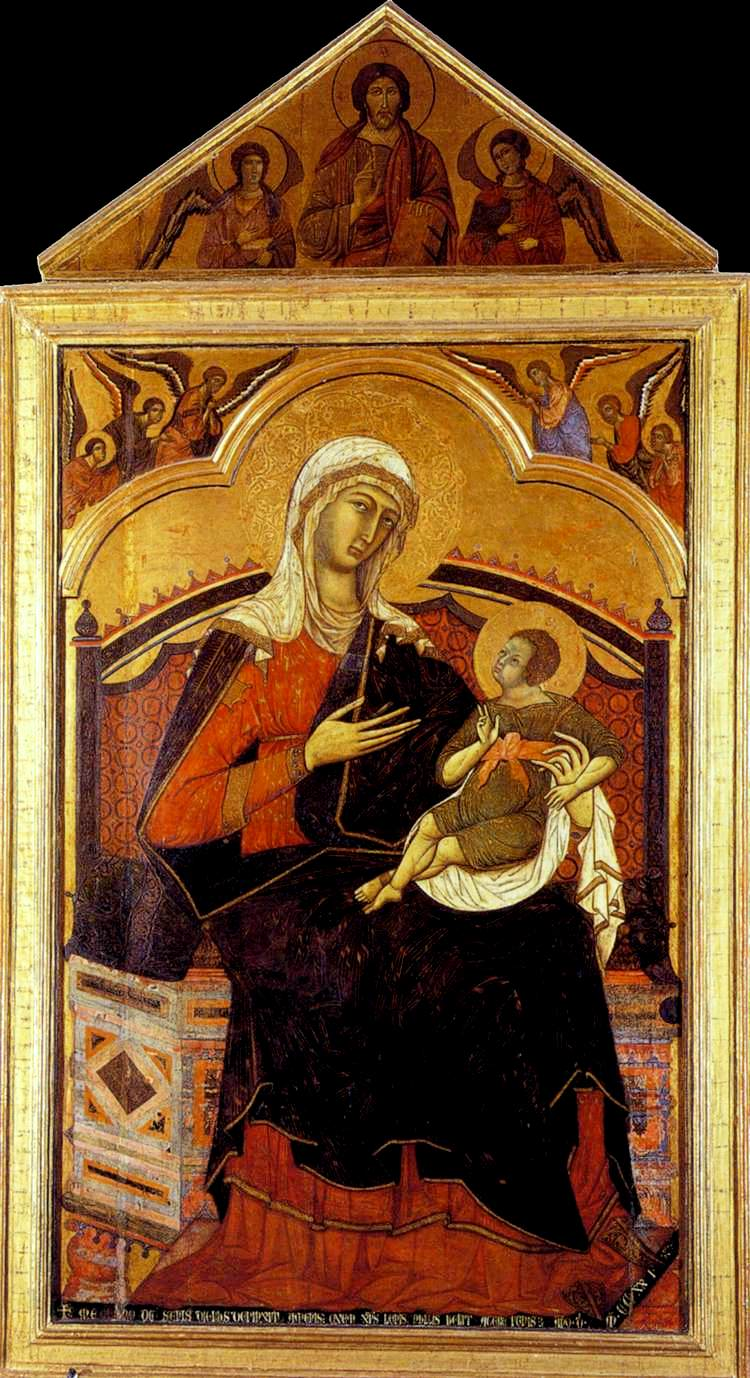
Маэста. Ок. 1270. Дерево, темпера, золочение. Палаццо Пубблико, Сиена
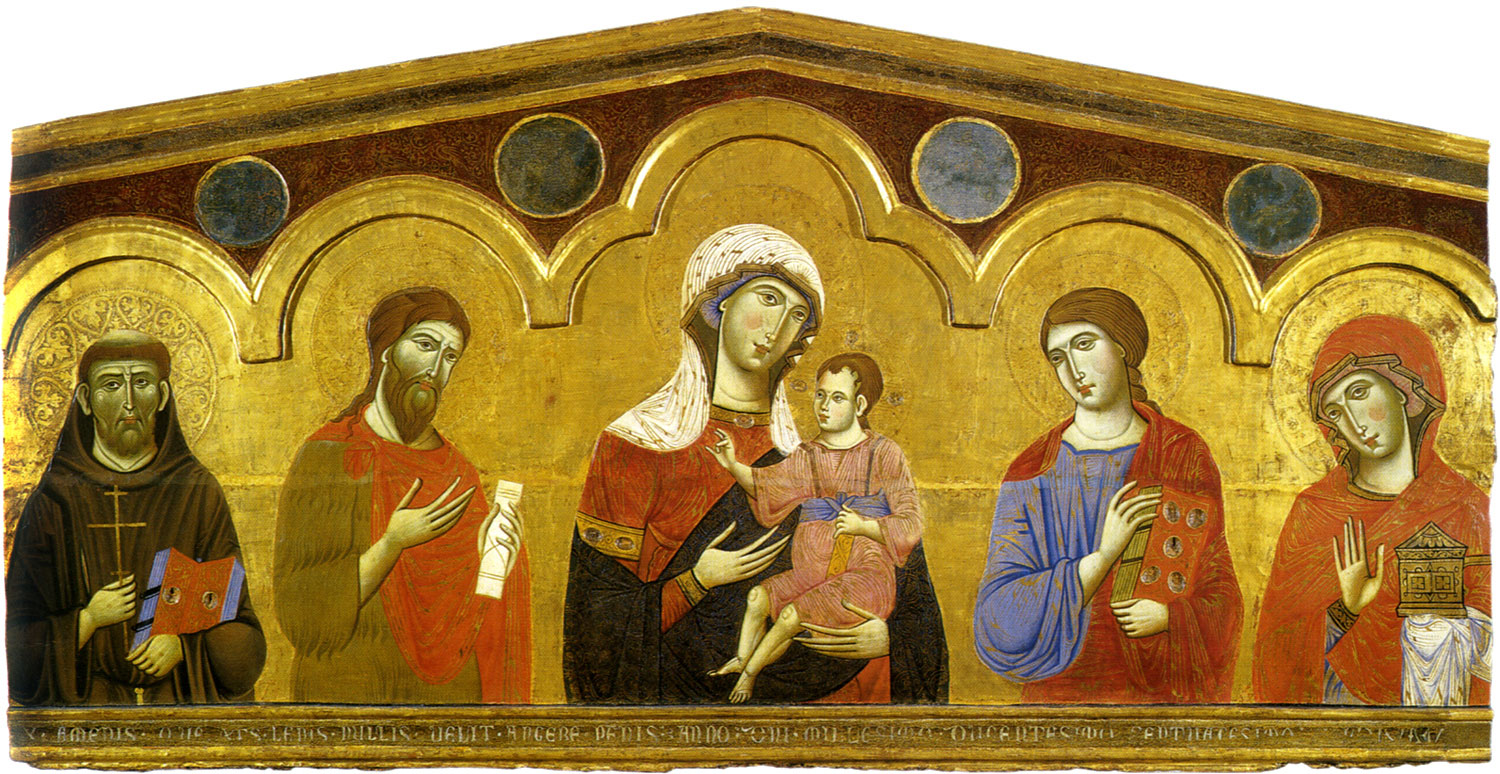
Мадонна со святыми Франциском Ассизским, Иоанном Крестителем, Иоанном Богословом и Марией Магдалиной. Ок. 1270. Дерево, темпера, золочение. Сиена, Пинакотека
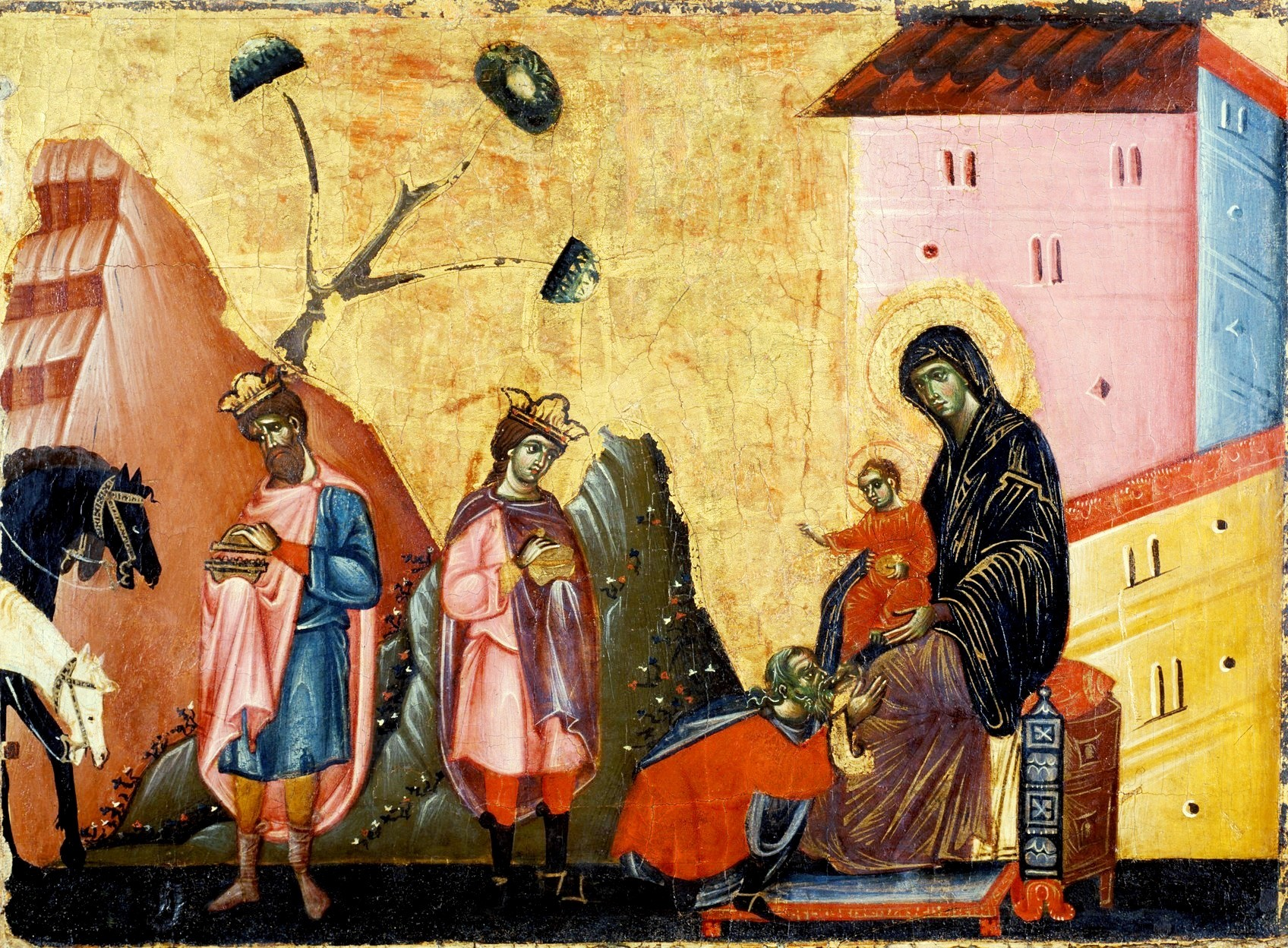
Поклонение волхвов. 1275—1280. Альтенбург, Музей Линденау
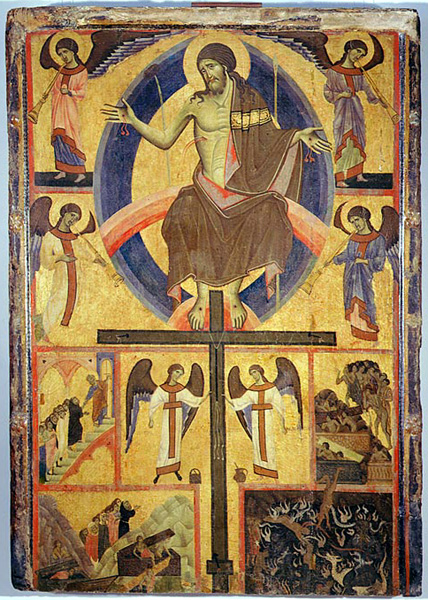
Страшный суд. 1280-е годы. Дерево, темпера. Гроссето
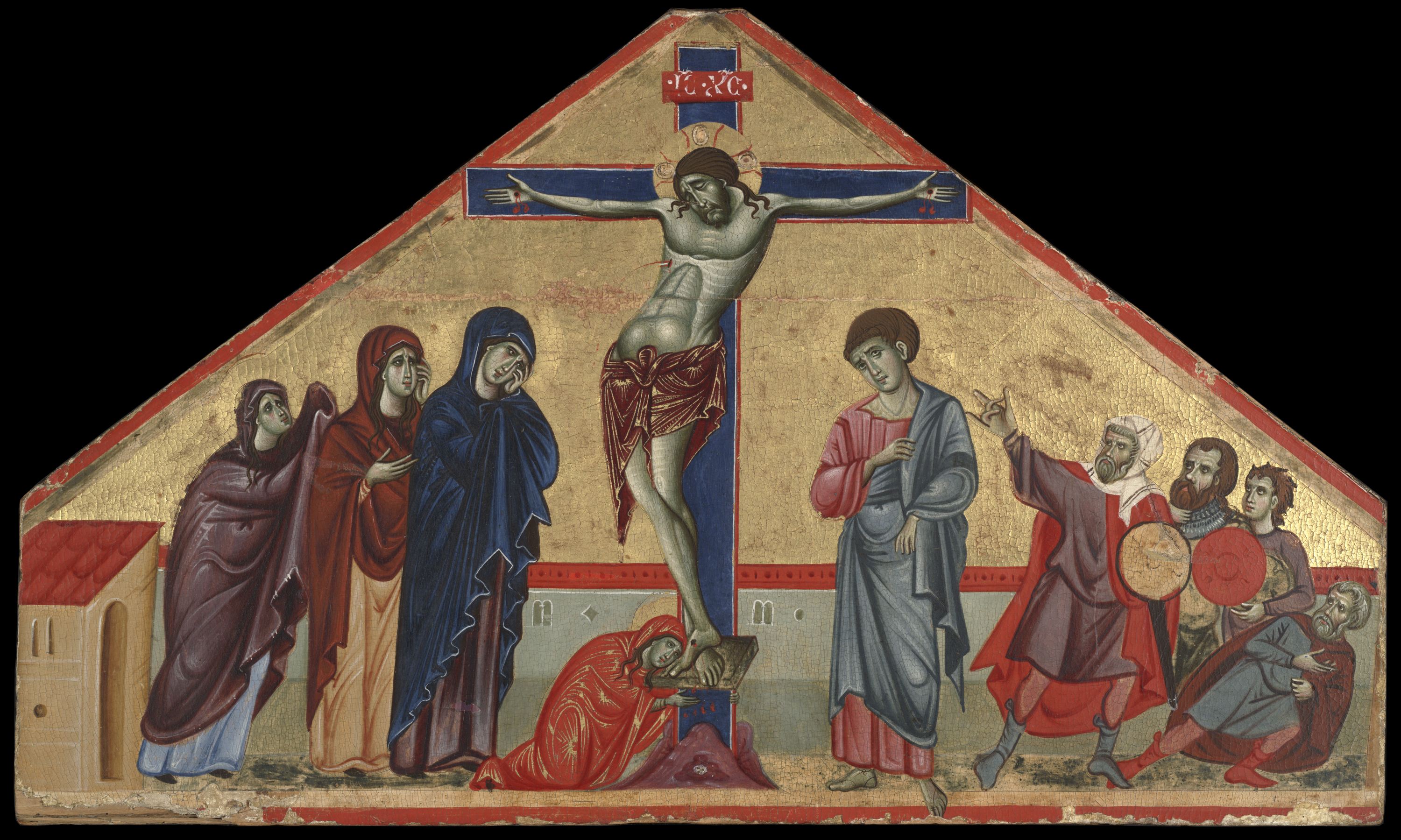
Распятие. 1280-е годы. Дерево, темпера. Галерея Йельского университета, Нью-Хейвен (Коннектикут), США
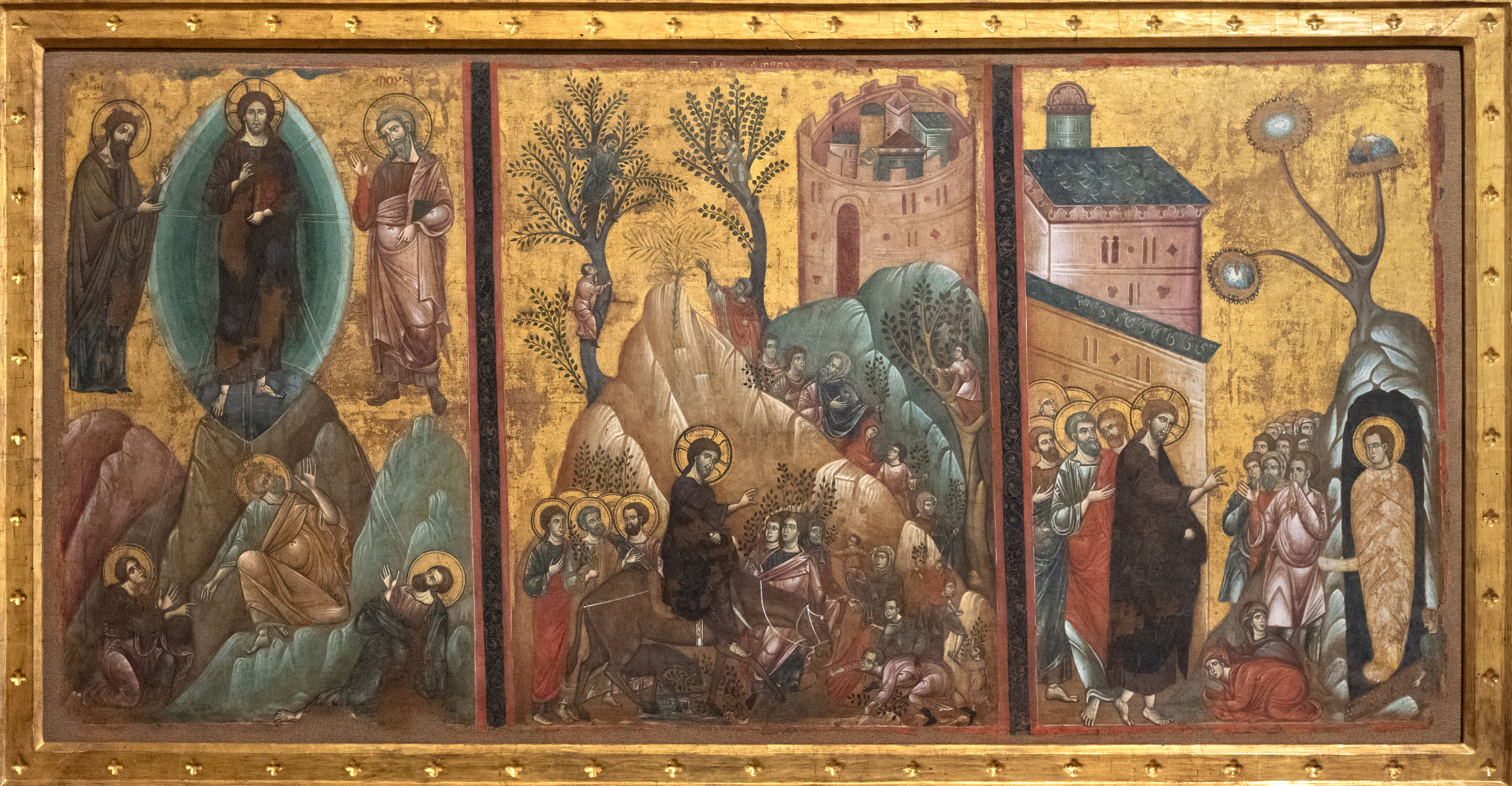
Преображение, въезд в Иерусалим, воскресение Лазаря. Сиена, 1270.